# Mortierella
Mortierella Coem. – rodzaj grzybów należący do typu Mucoromycota.

## Systematyka
Pozycja w klasyfikacji według Index Fungorum
Mortierellaceae, Mortierellales, Incertae sedis, Mortierellomycetes, Mortierellomycotina, Mucoromycota, Fungi.
Takson utworzony przez H.E.L. Coemansa w 1863 r. Synonimy:
- Azygozygum Chesters 1933
- Carnoya Dewèvre 1893
- Haplosporangium Thaxt. 1914
- Naumoviella Novot. 1950[3].

Gatunki występujące w Polsce:
- Mortierella alpina Peyronel 1913
- Mortierella angusta (Linnem.) Linnem. 1969
- Mortierella bainieri Costantin 1889
- Mortierella bisporalis (Thaxt.) Björl. 1936
- Mortierella candelabrum Tiegh. & G. Le Monn. 1873
- Mortierella gemmifera M. Ellis 1941
- Mortierella humicola Oudem. 1902
- Mortierella macrocystis W. Gams 1961
- Mortierella microspora E. Wolf 1954
- Mortierella nigrescens Tiegh. 1878[4]
- Mortierella pilulifera Tiegh. 1875
- Mortierella polycephala Coem. 1863
- Mortierella pulchella Linnem. 1941
- Mortierella pusilla Oudem. 1902
- Mortierella simplex Tiegh. & G. Le Monn. 1873
- Mortierella strangulata Tiegh. 1875
- Mortierella turficola Y. Ling 1930,
- Mortierella verrucosa Linnem. 1953
- Mortierella zonata Linnem. ex W. Gams 1977

Nazwy naukowe na podstawie Index Fungorum. Wykaz gatunków według W. Mułłenki i innych.